# Rio Morto (vattendrag i Brasilien, Rio de Janeiro, lat -22,30, long -41,95)
Rio Morto är ett vattendrag i Brasilien.   Det ligger i delstaten Rio de Janeiro, i den sydöstra delen av landet, 900 km sydost om huvudstaden Brasília.
Omgivningen kring Rio Morto är huvudsakligen savann. Området är  glesbefolkat, med 12 invånare per kvadratkilometer.